# 22929 Шонвол
22929 Шонвол (22929 Seanwahl) — астероїд головного поясу, відкритий 4 жовтня 1999 року.
Тіссеранів параметр щодо Юпітера — 3,435.